# Heiligengeistfeld
Heiligengeistfeld (hrv.: Polje Svetog Duha) je područje u Hamburgu u kvartu St. Pauli.  Ukupna veličina tog područja je 50 hektara, ali se naziv koristi samo za istočni trg veličine 20 hektara. Najpoznatije je to područje za veliko proštenje, koje se održava tri puta u godini.  

## Povijest
Područje je imenovano po bolnici jednog samostana (Bolnica Svetog Duha), čija je zgrada bila na tom području. Ime Heiligengeistfeld prvi puta se spominje 1497. godine. S gradnjom hamburške utvrde (1616. – 1625.) istočni dio Heiligengeistfelda oduzet je samostanu. Kao kompenzaciju dobili su druge površine u gradu. Ostatak Heiligengeistfelda se od tada koristilo kao tvrđavsko polje i tamo su se obavljale vojne vježbe.  
Krajem 19. stoljeća se Heiligengeistfeld sve više koristi za zabavu, kao što su umjetna klizališta i od 1893. za Hamburško proštenje.
Povijesne vjetrenjače 1936. godine uništili nacionalsocijalisti.

## Upotreba
Veliki trg na Heiligengeistfeldu se koristi tri puta godišnje za Hamburško proštenje. Izvan tog razdoblja cirkusi imaju svoje predstave ili se trg samo koristi kao parkiralište.
Na ostatku područja može se naći područni zavod njemačkog Telekoma, natkrito kupalište, Millerntor-stadion kluba FC St. Paulija sa svojim sportskim igralištima, trgovačka škola, benzinska stanica, kuća za iskorištavanje otpadaka i protuavionski toranj (bunker). 
Bunker na Heiligengeistfeldu je sagrađen 1942. godine u Drugom svjetskom ratu. Bio je jedan od dva protuavionska tornja s četiri protuavionska topa. Danas bunker koriste umjetnici i različiti mediji. 
Ispod Heiligengeistfelda prolazi linija U3 Hamburškog metroa. 
Poslije Drugog svjetskog rata na trgu se namjeravalo sagraditi nekoliko zgrada, ali su u Hamburškom senatu odustali od toga. Senatori su htjeli sadržati taj trg praznim. Razlog tomu je da su htjeli sačuvati mjesto, gdje se može sagraditi sjedište vlade, parlament, itd. za moguću Sjevernu pokrajinu (njem.: Nordstaat) s glavnim gradom Hamburgom.
Za vrijeme Svjetskog prvenstva u nogometu 2006. na trgu se moglo pratiti sve utakmice na velikom video-platnu.

## Vanjske poveznice
- Video nadgledavanje na Heiligengeistfeldu  Arhivirana inačica izvorne stranice od 18. veljače 2021. (Wayback Machine)